# Pietro Damiano

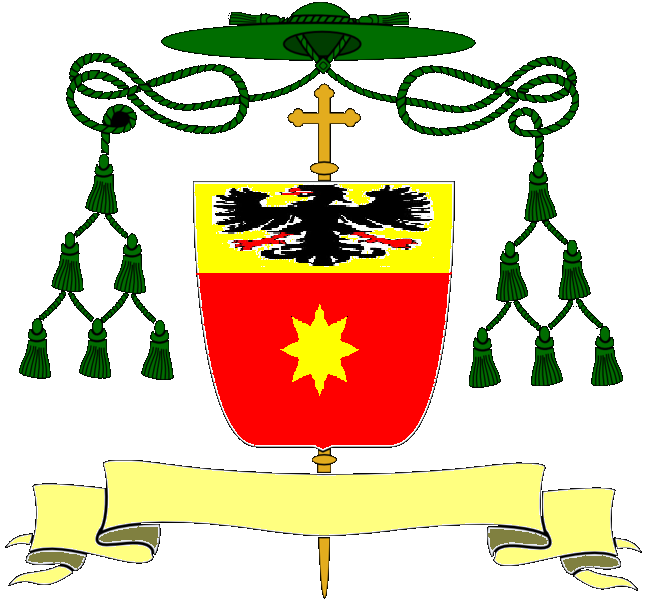
Wappen

Pietro Damiano (*  in Asti; † November 1496 ebenda) war ein italienischer Geistlicher.

## Leben
Pietro Damiano wurde in Asti geboren. Er entstammte der Adelsfamilie Damiano aus Asti.
1466 wurde er zum Kommendatarabt der Abtei SS. Apostoli ernannt.
Am 23. August 1475 wurde er zum Bischof von Asti ernannt.